# Wheatland (Iowa)
Wheatland ist eine Kleinstadt (mit dem Status „City“) im Clinton County im Osten des US-amerikanischen Bundesstaates Iowa. Das U.S. Census Bureau hat bei der Volkszählung 2020 eine Einwohnerzahl von 775 ermittelt.

## Geografie
Wheatland liegt auf 41°49′54″ nördlicher Breite und 90°50′18″ westlicher Länge und erstreckt sich über 1,57 km². Der Ort liegt 3,2 km westlich des Wapsipinicon River, einem rechten Nebenfluss des Mississippi. Dieser liegt rund 55 km östlich und bildet die Grenze zu Illinois. Die Grenze zu Wisconsin verläuft rund 90 km nördlich. Wheatland bildet das Zentrum der Spring Rock Township im äußersten Südwesten des Clinton County.
Benachbarte Orte von Wheatland sind Lowden (9 km westnordwestlich), Toronto (9,1 km nördlich) und Calamus (8 km östlich).
Die nächstgelegenen größeren Städte sind Dubuque (93,2 km nördlich), Rockford in Illinois (199 km ostnordöstlich), die Quad Cities (47,8 km südwestlich) und Cedar Rapids (79,1 km westnordwestlich).

## Verkehr
Entlang des südlichen Stadtrandes von Wheatland führt in West-Ost-Richtung der U.S. Highway 30. Alle weiteren Straßen sind untergeordnete teils unbefestigte Fahrwege sowie innerörtliche Straßen.
Parallel zum Highway 30 verläuft eine Eisenbahnlinie der Union Pacific Railroad.
Die nächstgelegenen Flugplätze sind der 35,7 km nordöstlich gelegene Maquoketa Municipal Airport und der 46,6 km östlich gelegene Clinton Municipal Airport; der nächstgelegene größere Flughafen ist der 60 km südöstlich gelegene Quad City International Airport.

## Demografische Daten
Nach der Volkszählung im Jahr 2010 lebten in Wheatland 764 Menschen in 294 Haushalten. Die Bevölkerungsdichte betrug 486,6 Einwohner pro Quadratkilometer. In den 294 Haushalten lebten statistisch je 2,47 Personen.
Ethnisch betrachtet setzte sich die Bevölkerung zusammen aus 98,7 Prozent Weißen, 0,3 Prozent Afroamerikanern, 0,7 Prozent amerikanischen Ureinwohnern und 0,1 Prozent Asiaten; 0,3 Prozent stammten von zwei oder mehr Ethnien ab. Unabhängig von der ethnischen Zugehörigkeit waren 1,7 Prozent der Bevölkerung spanischer oder lateinamerikanischer Abstammung.
26,8 Prozent der Bevölkerung waren unter 18 Jahre alt, 53,2 Prozent waren zwischen 18 und 64 und 20,0 Prozent waren 65 Jahre oder älter. 53,1 Prozent der Bevölkerung war weiblich.

Das jährliche Durchschnittseinkommen eines Haushalts lag bei 44.722 USD. Das Pro-Kopf-Einkommen betrug 20.297 USD. 17,2 Prozent der Einwohner lebten unterhalb der Armutsgrenze.